# Семеновский, Василий Логинович
Василий Логинович Семеновский (1884, Кашин, Тверская губерния, Российская империя — 28 февраля 1938, Москва, СССР) — альпинист и общественный деятель, один из родоначальников советской школы подготовки спортсменов в альпинизме. Один из первых мастеров спорта (22.12 1934) и первый заслуженный мастер спорта по альпинизму СССР (08.12.1936). Автор нескольких книг и публикаций преимущественно спортивно-методологической тематики. Его именем назван ряд географических объектов на Кавказе и Тянь-Шане.
Родился в семье дворян. За участие в политической деятельности был вынужден после революции 1905 года уехать в Швейцарию, где получил профессию горного гида. После революции 1917 года вернулся в Россию и работал в Наркомате иностранных дел на различных должностях. На общественных началах стал одним из инициаторов создания (и её руководителем) горной секции Центрального совета Общества пролетарского туризма (позже ставшей секцией туристско-экскурсионного управления (ТЭУ) ВЦСПС). Руководитель многочисленных курсов и сборов по подготовке инструкторов альпинизма, инициатор и руководитель первой альпиниады ВЦСПС (1935). В 1937 году по ложному обвинению в создании контрреволюционной террористической группы туристов и альпинистов был арестован и 28 февраля 1938 года расстрелян на Бутовском полигоне НКВД. Реабилитирован 18 августа 1956 года.

## Биография
Точных биографических сведений о жизни В. Л. Семеновского до, как минимум, 1925 года нет. Он родился 23 января, по другим данным — 29 января 1884 года в Кашине Тверской губернии в семье земского врача. Окончил техническое училище в Новозыбкове, но по другим данным, возможно, получил базовое незаконченное высшее образование в области журналистики. После революции 1905 года, из-за преследований властей за участие в политической деятельности, был вынужден эмигрировать в Швейцарию, где поначалу зарабатывал на жизнь работой горным проводником, а со временем получил квалификацию горного гида. Совершил несколько сотен восхождений в Альпах.
После октябрьской революции 1917 года вернулся в Советскую Россию.
С 1922 года — член ВКП(б). Работал в Наркомате иностранных дел на различных должностях, в частности, в полпредстве СССР в Вене и Гамбурге.
Наряду с непосредственно увлечением альпинизмом (в 1925—1931 годах Семеновский совершил целый ряд восхождений, в том числе первых, на вершины Кавказа и Тянь-Шаня: Шхару, Тоттау (пв), Южную Ушбу (с экспедицией В. Меркля), Талгар (пв), Гестолу, Дыхтау, Коштантау). Василий Логинович стал одним из идеологов создания и популяризации школы советского альпинизма.
В 1929 году возглавил Центральную горную секцию при Центральном совете Общества пролетарского туризма (немногим позднее ЦС ОПТЭ (+ экскурсий)), которая объединила разрозненные горные секции, повсеместно создававшиеся в вузах, на предприятиях и в учреждениях СССР. Уже на первых порах своей деятельности горная секция столкнулась с большими трудностями, в первую очередь связанными с отсутствием квалифицированных кадров и методических материалов по их подготовке.
В том же году Семеновский организовал и провёл первый учебно-тренировочный поход на Кавказе в районе Безенги с целью начальной подготовки руководителей низовых горных секций. Участники похода назвали его «Рабфаком во льдах» (отчёт о походе был опубликован в виде книги в 1931 году под одноимённым названием (автор Владимир Воробьёв) издательствами ОГИЗ (Москва) и «Физкультура и туризм» (Ленинград)) и в ходе него были пройдены многие перевалы района и совершён ряд первовосхождений. Годом позже Семеновский опубликовал книгу «Горный туризм» (издательство «Молодая Гвардия»), ставшую, по существу, одним из первых учебников, энциклопедией по технике горного туризма и альпинизма в СССР.
В 1931−1932 годах он организовал и возглавил (вместе с В. Воробьёвым) 1-ю и 2-ю Всесоюзные школы инструкторов альпинизма, которые проводились на Кавказе (Адылсу). В 1933-м Семеновский провёл учебно-тренировочный поход в районе Верхней Балкарии, в 1934 году стал руководителем курсов переподготовки инструкторов Центрального совета Общества пролетарского туризма и экскурсий (ОПТЭ) (проводились в районе ледника Башиль (Чегем)), а в 1935—1936 годах провёл первую и вторую всесоюзные альпиниады ВЦСПС. В последней принимало участие 184 инструктора по альпинизму, 50 спортивных групп и около 400 начинающих спортсменов-альпинистов. За большой «личный вклад в становление нового вида спорта и создания условий для массового развития альпинизма» в 1934 году В. Л. Семеновскому одному из первых было присвоено звание «мастера спорта», а в 1936 году он стал первым из советских альпинистов, удостоенных звания «заслуженного мастера спорта СССР».
В 1936 году после реорганизации ОПТЭ В. Л. Семеновский стал председателем секции альпинизма при ТЭУ ВЦСПС. Летом 1937 года он, без объяснения причин, был уволен из Наркомата иностранных дел и получил статус лица «без определённых занятий» (БОЗ), что не помешало ему принять участие в Памирской экспедиции Всесоюзного комитета по делам физической культуры и спорта (рук. Н. В. Крыленко), в ходе которой он предпринял попытку восхождения на пик Ленина в составе группы Л. Л. Бархаша.
В начале ноября он был арестован по сфабрикованному обвинению в создании контрреволюционной террористической организации туристов и альпинистов и 28 февраля 1938 года был расстрелян на Бутовском полигоне. Реабилитирован 18 августа 1956 года.
В память о В. Л. Семеновском названы вершина в Караугоме (Северная Осетия), вершина (4040 м) и перевал (3784 м) на Центральном Кавказе, ледник на Тянь-Шане — приток ледника Инылчек.

## Некоторые книги и публикации

### Книги
- Семеновский В. Снаряжение туриста. — Москва-Ленинград: Государственное издательство, 1929. — 80 с. — 15 000 экз.
- Семеновский В. Л., Воробьёв В. А. Путешествие в горы. — Москва-Ленинград: Физкультура и туризм, 1930.
- Семеновский В. Горный туризм. — Ленинград: Молодая Гвардия, 1930. — 206 с. — 4000 экз.
- Семеновский В. Л. Альпинизм. — Москва: Физкультура и туризм, 1936. — 248 с. — 5200 экз.

### Публикации в журнале «На суше и на море»
- Семеновский В. Снаряжение туриста (рюкзак, палатка) // На суше и на море. — 1929. — № 4. — С. 2.
- Семеновский В. Итоги высокогорного туризма // На суше и на море. — 1930. — № 1.
- Семеновский В. Успех Заилийской горной экспедиции // На суше и на море. — 1930. — № 21.
- Семеновский В. Помощь идет // На суше и на море. — 1932. — № 26—27. — С. 11.
- Семеновский В. Знать технику // На суше и на море. — 1936. — № 5.
- Семеновский В. Новая экспедиция на Эверест // На суше и на море. — 1936. — № 3.
- Семеновский В. Опасность грозы // На суше и на море. — 1936. — № 11.
- Семеновский В. Швейцарские проводники // На суше и на море. — 1936. — № 8.
- Семеновский В. Экспедиция на Эверест // На суше и на море. — 1936. — № 6.
- Семеновский В. Славный юбилей Московской горной секции // На суше и на море. — 1936. — № 3.
- Семеновский В. Война в горах // На суше и на море. — 1937. — № 2.
- Семеновский В. Об этике // На суше и на море. — 1937. — № 8.